# (4363) Sergej
(4363) Sergej ist ein Hauptgürtelasteroid, der am 2. Oktober 1978 von Ljudmyla Schurawlowa am Krim-Observatorium entdeckt wurde.
Der Asteroid wurde nach dem Chirurgen Sergej Vasil'evich Ezhov benannt.